# Damian Militaru
Damian Militaru (n. 19 decembrie 1967 în Râmnicu Sărat) este un fotbalist român retras din activitatea sportivǎ.

## Titluri
Steaua București
- Liga 1: 1994-95, 1995-96, 1996-97, 1997-98
- Cupa României: 1995–96, 1996–97, 1998–99
- Supercupa României: 1994, 1995, 1998